# Jacoba van Heemskerck
Jonkvrouw Jacoba Berendina van Heemskerck van Beest (4. ledna 1876 Haag – 3. srpna 1923 Domburg) byla německá malířka, vitrážová designerka a grafička.

## Život
Její otec, Jacob Eduard van Heemskerck van Beest, byl důstojníkem Královského nizozemského námořnictva. Rád maloval mořské krajiny a byl prvním, kdo Jacobu začal učit kreslit. Později měla soukromé vyučování od dvou místních umělců a od roku 1897 do roku 1901 navštěvovala kurzy na Královské akademii výtvarných umění, kde studovala s Ferdinandem Hart Nibbrigem. Její první kontakt s moderním uměním byl v Paříži, kde se inspirovala Eugènem Carrièrem. Ve Francii zůstala do roku 1904, poté žila se svou sestrou Lucií. V následujících letech se seznámila se sběratelkou umění Marii van Poortvlietovou, která se stala její dlouholetou přítelkyní.
Krátce poté se zapojila do antroposofie, možná přes vliv jejího bývalého učitele Nibbriga, který byl theosof. V následujících letech se stala zaníceným stoupencem avantgardního uměleckého časopisu Der Sturm, založeného Herwarthem Waldenem a začala se věnovat k abstrakci.
Po roce 1916, se u ní vyvinul zájem o vitráže, projektovala je pro námořní kasárna a budovou Městské ministerstva zdravotnictví v Amsterdamu. Od roku 1922 žila v Domburgu se svojí přítelkyní a patronkou Marií van Poortvlietovou.
Zemřela na anginu pectoris.